# IAAF World Athletics Final 2007
IAAF World Athletics Final 2007 ägde rum på Gottlieb-Daimler-Stadion i Stuttgart i Tyskland den 22–23 september 2007.

## Resultat

### Herrar
| Gren           | 1:a                            | Resultat   | 2:a                               | Resultat | 3:a                              | Resultat |
| -------------- | ------------------------------ | ---------- | --------------------------------- | -------- | -------------------------------- | -------- |
| 100 m          | Asafa Powell Jamaica           | 9,83 CR    | Jaysuma Saidy Ndure Norge         | 10,06 NR | Michael Frater Jamaica           | 10,11    |
| 200 m          | Jaysuma Saidy Ndure Norge      | 19,89 NR   | Wallace Spearmon USA              | 20,18    | Rodney Martin USA                | 20,27    |
| 400 m          | LaShawn Merritt USA            | 44,58      | Tyler Christopher Kanada          | 44,87    | Angelo Taylor USA                | 44,92    |
| 800 m          | Youssef Saad Kamel Bahrain     | 1.45,61 CR | Mbulaeni Mulaudzi Sydafrika       | 1.45,67  | Belal Mansoor Ali Bahrain        | 1.45,93  |
| 1 500 m        | Daniel Kipchirchir Komen Kenya | 3.37,96    | Mehdi Baala Frankrike             | 3.38,35  | Suleiman Kipses Simotwo Kenya    | 3.38,36  |
| 3 000 m        | Edwin Cheruiyot Soi Kenya      | 7.48,81    | Joseph Ebuya Kenya                | 7.49,70  | Mo Farah Storbritannien          | 7.49,89  |
| 5 000 m        | Edwin Cheruiyot Soi Kenya      | 13.38,16   | Micah Kogo Kenya                  | 13.39,91 | Moses Ndiema Masai Kenya         | 13.39,96 |
| 3 000 m hinder | Paul Kipsiele Koech Kenya      | 8.00,67    | Richard Kipkemboi Mateelong Kenya | 8.07,66  | Brimin Kiprop Kipruto Kenya      | 8.11,05  |
| 110 m häck     | Dayron Robles Kuba             | 12,92 CR   | David Payne USA                   | 13,08    | Terrence Trammell USA            | 13,15    |
| 400 m häck     | Marek Plawgo Polen             | 48,35      | Kerron Clement USA                | 48,35    | James Carter USA                 | 48,36    |
| Längdhopp      | Andrew Howe Italien            | 8,35       | Brian Johnson USA                 | 8,16     | Godfrey Khotso Mokoena Sydafrika | 8,12     |
| Tresteg        | Walter Davis USA               | 17,35 SB   | Aarik Wilson USA                  | 17,34    | Nelson Évora Portugal            | 17,30    |
| Höjdhopp       | Donald Thomas Bahamas          | 2,32       | Stefan Holm Sverige               | 2,30     | Linus Thörnblad Sverige          | 2,27     |
| Stavhopp       | Brad Walker USA                | 5,91       | Björn Otto Tyskland               | 5,86     | Steven Hooker Australien         | 5,81     |
| Kulstötning    | Reese Hoffa USA                | 20,98      | Adam Nelson USA                   | 20,95    | Andrej Michnevitj Belarus        | 20,88    |
| Diskuskastning | Gerd Kanter Estland            | 66,54      | Virgilijus Alekna Litauen         | 65,94    | Piotr Malachowski Polen          | 65,35    |
| Spjutkastning  | Tero Pitkämäki Finland         | 88,19      | Andreas Thorkildsen Norge         | 85,06    | Magnus Arvidsson Sverige         | 83,37    |
| Släggkastning  | Ivan Tichon Belarus            | 82,05      | Krisztián Pars Ungern             | 78,42    | Koji Murofushi Japan             | 77,95    |

### Damer
| Gren           | 1:a                             | Resultat   | 2:a                                | Resultat    | 3:a                               | Resultat   |
| -------------- | ------------------------------- | ---------- | ---------------------------------- | ----------- | --------------------------------- | ---------- |
| 100 m          | Carmelita Jeter USA             | 11,10      | Allyson Felix USA                  | 11,15       | Christine Arron Frankrike         | 11,20      |
| 200 m          | Muriel Hurtis-Houairi Frankrike | 22,73      | Debbie Ferguson-McKenzie Bahamas   | 22,74       | LaShauntea Moore USA              | 22,78      |
| 400 m          | Sanya Richards USA              | 49,27 WL   | Novlene Williams Jamaica           | 50,12       | Christine Ohuruogu Storbritannien | 50,20      |
| 800 m          | Janeth Jepkosgei Kenya          | 1.57,87 CR | Mayte Martínez Spanien             | 1.58,14     | Marilyn Okoro Storbritannien      | 1.58,76 PB |
| 1 500 m        | Maryam Yusuf Jamal Bahrain      | 4.01,23    | Jelena Soboleva Ryssland           | 4.05,35     | Sarah Jamieson Australien         | 4.05,43    |
| 3 000 m        | Meseret Defar Etiopien          | 8.27,24 CR | Vivian Cheruiyot Kenya             | 8.28,66 PB  | Priscah Jepleting Cherono Kenya   | 8.29,06 PB |
| 5 000 m        | Vivian Cheruiyot Kenya          | 14.56,94   | Sylvia Jebiwott Kibet Kenya        | 14.57,37 PB | Priscah Jepleting Cherono Kenya   | 14.58,97   |
| 3 000 m hinder | Eunice Jepkorir Kenya           | 9.35,03    | Roisin McGettigan Irland           | 9.35,86     | Cristina Casandra Rumänien        | 9.36,38    |
| 100 m häck     | Michelle Perry USA              | 12,68      | Josephine Onyia Spanien            | 12,70       | Delloreen Ennis-London Jamaica    | 12,72      |
| 400 m häck     | Anna Jesien Polen               | 54,17      | Jana Rawlinson Australien          | 54,19       | Melaine Walker Jamaica            | 54,31      |
| Längdhopp      | Tatjana Lebedeva Ryssland       | 6,78       | Grace Upshaw USA                   | 6,64        | Oksana Udmurtova Ryssland         | 6,52       |
| Tresteg        | Yargelis Savigne Kuba           | 14,78      | Hrysopiyí Devetzí Grekland         | 14,75       | Tatjana Lebedeva Ryssland         | 14,72      |
| Höjdhopp       | Blanka Vlašić Kroatien          | 2,00       | Antonietta Di Martino Italien      | 1,97        | Anna Tjitjerova Ryssland          | 1.97       |
| Stavhopp       | Jelena Isinbajeva Ryssland      | 4,87 CR    | Monika Pyrek Polen                 | 4,82 PB     | Svetlana Feofanova Ryssland       | 4,82 SB    |
| Kulstötning    | Nadzeja Ostaptjuk Belarus       | 20,45 CR   | Valerie Vili Nya Zeeland           | 20,40       | Nadine Kleinert Tyskland          | 19,36      |
| Diskuskastning | Franka Dietzsch Tyskland        | 62,58      | Věra Pospíšilová-Cechlová Tjeckien | 62,04       | Nicoleta Grasu Rumänien           | 61,75      |
| Spjutkastning  | Barbora Špotáková Tjeckien      | 67,12 NR   | Steffi Nerius Tyskland             | 64,90       | Christina Obergföll Tyskland      | 62,47      |
| Släggkastning  | Yipsi Moreno Kuba               | 73,76      | Ivana Brkljacic Kroatien           | 73,22       | Clarissa Claretti Italien         | 70,34      |